# 吉野賢治
吉野 賢治（よしの けんじ、1937年 - ）は、日本の公認会計士。新日本監査法人副理事長や学校法人中央学院理事長、日本マクドナルドホールディングス監査役、高エネルギー加速器研究機構監事等を歴任した。インディアナポリス名誉市民。

## 人物・経歴
1955年中央商業高等学校（現中央学院大学中央高等学校）卒業。1959年東京経済大学経済学部卒業。母校中央商業教諭を経て、1965年一橋大学大学院商学研究科修士課程修了。指導教官飯野利夫。
1965年アーサーヤング会計事務所東京事務所入所。1969年公認会計士登録。外国法人や海外に子会社を持つ日本企業の監査などにあたったほか、ODA部を設立し、JICAからの受注など、事業拡大を行った。1976年アーンストアンドヤング会計事務所パートナー。1986年インディアナポリス名誉市民。1993年太田昭和監査法人代表社員。1996年太田昭和監査法人副理事長。
1999年から母校運営法人である学校法人中央学院理事を務め、2011年からは学校法人中央学院理事長を務めた。ユニマットホールディング代表高橋洋二は中央商業教諭時代の教え子。
ビジネスブレイン太田昭和監査役、髙木証券取締役、東栄住宅監査役、富士フイルムホールディングス第三者委員会委員、ドナルド・マクドナルド・ハウス・チャリティーズ・ジャパン監事、飯田産業監査役、アーネストワン監査役、アルプス電気監査役、アルプス物流監査役、ABB監査役、日本マクドナルドホールディングス監査役、高エネルギー加速器研究機構監事、防衛庁防衛調達制度調査検討会委員 等を歴任。

## 著作
- 「日本基準の英文財務諸表開示体系の課題」 現代監査 2002(12) 2002